# La Loumia
La Loumia è un comune del Ciad situato nel dipartimento di Chari, provincia di Chari-Baguirmi